# Юлтимирово
Юлтими́рово (тат. Юлтимер) — деревня в Лениногорском районе Республики Татарстан, в составе Сугушлинского сельского поселения.

## География
Деревня находится вблизи реки Лесная Шешма в 16 км к юго-западу от города Лениногорска.

## История
В окрестностях деревни выявлен археологический памятник — Юлтимировский курганный могильник.
Основание деревни относят к 1770-м годам.
В сословном отношении, в XVIII столетии и вплоть до 1860-х годов жителей деревни причисляли к государственным крестьянам. Их основными занятиями в то время были земледелие, скотоводство.
В «Списке населенных мест по сведениям 1859 года», изданном в 1864 году, населённый пункт упомянут как казённая деревня Юлтемирова 3-го стана Бугульминского уезда Самарской губернии. Располагалась при безымянном ключе, по правую сторону большой дороги из Бугульмы на Сергиевские минеральные воды, в 35 верстах от уездного города Бугульмы и в 15 верстах от становой квартиры в казённой деревне Балахоновке. В деревне в 77 дворах жили 488 человек (238 мужчин и 250 женщин). Была мечеть.
По сведениям из первоисточников, в начале XX столетия в деревне действовали 2 мечети. Мечеть также действует с 1992 года.
С 1931 года в деревне работали коллективные сельскохозяйственные предприятия, с 2008 года — сельскохозяйственные предприятия в форме ООО.
Административно, до 1920 года деревня относилась к Бугульминскому уезду Самарской губернии, с 1920 года — к Бугульминскому кантону, с 1930 года — к Шугуровскому, с 1959 года — к Лениногорскому району Татарстана.

## Население
По данным переписей, население деревни увеличивалось с 96 душ мужского пола в 1785 году до 1695 человек в 1920 году. В последующие годы численность населения деревни в целом уменьшалась, в 2017 году составила 358 человек.
Национальный состав
Согласно результатам переписи 2002 года, в национальной структуре населения села татары составляли 96 % из 362 человек.

## Инфраструктура
Дом культуры, библиотека.

## Религия
Мечеть (с 1992 года).